# Огилви (город, Миннесота)
Огилви (англ. Ogilvie) — город в округе Канейбек, штат Миннесота, США. На площади 2,4 км² (2,4 км² — суша, водоёмов нет), согласно переписи 2002 года, проживают 474 человека. Плотность населения составляет 195,8 чел./км².
- Телефонный код города — 320
- Почтовый индекс — 56358
- FIPS-код города — 27-48166[1]
- GNIS-идентификатор — 0648904[2]